# Albania ai XXII Giochi olimpici invernali
L'Albania ha partecipato ai XXII Giochi olimpici invernali, che si sono svolti dal 7 al 23 febbraio a Soči in Russia, con una delegazione composta da due atleti.

## Sci alpino

### Uomini
| Gara                     | Atleta     | Manche 1 | Manche 1  | Manche 2 | Manche 2  | Totale | Totale    |
| Gara                     | Atleta     | Tempo    | Posizione | Tempo    | Posizione | Tempo  | Posizione |
| ------------------------ | ---------- | -------- | --------- | -------- | --------- | ------ | --------- |
| Slalom gigante maschile  | Erjon Tola | DNS      | DNS       | DNS      | DNS       | DNS    | DNS       |
| Slalom speciale maschile | Erjon Tola | DNS      | DNS       | DNS      | DNS       | DNS    | DNS       |

### Donne
| Gara                      | Atleta        | Manche 1 | Manche 1  | Manche 2 | Manche 2  | Totale  | Totale    |
| Gara                      | Atleta        | Tempo    | Posizione | Tempo    | Posizione | Tempo   | Posizione |
| ------------------------- | ------------- | -------- | --------- | -------- | --------- | ------- | --------- |
| Slalom gigante femminile  | Suela Mëhilli | 1'33"55  | 65        | 1'34"36  | 60        | 3'07"91 | 60        |
| Slalom speciale femminile | Suela Mëhilli | DSQ      | DSQ       | DSQ      | DSQ       | DSQ     | DSQ       |